# Zhou
Zhou (uitgesproken als [djoow], niet als [chauw]), oude spelwijze Tsjow, is een zeer veelvoorkomende Chinese achternaam en staat op de vijfde plaats van de Baijiaxing. Zhou staat in de top 10 van meestvoorkomende Chinese achternamen in de Volksrepubliek China. 
Het is tevens de naamgever van de Zhou-dynastie, die van 1122 tot 256 v.Chr. over delen van China regeerde en zo de langst regerende dynastie uit de Chinese geschiedenis vormt. De dynastie wordt in de Chinese historiografie onderverdeeld in de vroegere Westelijke Zhou-dynastie en de latere Oostelijke Zhou-dynastie.
- Vietnamees: Châu
- Koreaans: 주/ju/chu
- Japans: しゅう (shū)

## Oorsprong
Tijdens de regeerperiode van de Tang-dynastieTang Xuanzong werd de achternaam Zhou uitgesproken als "ji 基", die hetzelfde klonk als de achternaam Ji 姬. Waardoor velen met de achternaam Ji hun achternaam veranderden in Zhou.

## Bekende personen met de naam Zhou of Chau
- Jay Chou 周杰倫
- Chow Yun-Fat 周潤發
- Jimmy Choo
- Zhou Xun 周迅
- Zhou Xuan 周璇
- Vivian Chow 周慧敏
- Stephen Chow 周星馳
- Ju Sigyeong 周時經
- Zhou Enlai 周恩来
- Zhou Weiliang 周炜良
- Niki Chow Lai-Ki
- Zhou Shuren, alias Lu Xun
- Zhou Guanyu 周冠宇